# 예방수의학
예방수의학(Preventive Veterinary Medicine)은 기초수의학, 임상수의학과 함께 수의학의 3가지 분야 중 하나이다. 동물에게 발생하는 AI, 구제역 등과 같은 병의 예방에 중점을 둔 위생학의 한 분야이다. 예방수의학은 8가지로 하위 분야로 세분할 수 있다.

## 하위 분야

### 수의병리학
병의 원리를 밝히기 위하여 병의 상태나 병체의 조직 구조, 기관의 형태 및 기능의 변화 등을 연구하는 기초 의학을 뜻하는 병리학이라는 말에서 알 수 있듯이 수의병리학(Veterinary Pathology)은 동물을 대상으로 한 병리학, 즉 동물에게 발생하는 병에 대한 연구를 진행하는 학문이라고 할 수 있다. 이는 크게 진단병리학(Diagnostic Pathology)과 실험병리학(Experimental Pathology)으로 나눌 수 있다.

### 수의바이러스학
수의바이러스학(Veterinary Virology)이란 동물에게서 나타나는 바이러스의 성상, 분류, 복제, 유전, 병원성, 예방백신, 역학 등에 관해서 연구하는 분야이다.

### 수의면역학
수의면역학(Veterinary Immunology)에서는 여러 가지 면역 현상의 성립 원리와 면역반응, 이에 해당하는 세포군 및 생체 성분에 대해 다루는 학문이다. 생명의 유지와 보수를 담당하는 면역현상을 다루는 '신체적 자기(Physical Self)'에 대한 학문이기도 하다.

### 수의세균학
수의세균학(Veterinary Bacteriology)이란 미생물학 분야 중 하나로 세균이라는 미생물의 분류, 구조, 배양성, 대사과정, 유전형질의 전달, 질병발생의 개요 등에 대해 전반적으로 연구하는 분야이다. 이를 완벽하게 이해하기 위해서는 세균의 구조와 특징, 감염병 등에 대해서 추가적으로 알아야 한다. 또한 수의세균학은 임상수의학을 이해하는데 있어서 가장 중요한 항목 중 하나이다.

### 수의기생충학
수의기생충학(Veterinary Parasitology)이란 기생충과 숙주(host)사이의 상호관계를 연구하는 학문이다. 특히 생화학, 생리학, 세포생물학, 면역학, 약리학 등 다양한 분야의 지식들과 연관되어 있는 지식들을 다룬다.

### 수의공중보건학
이는 인류의 건강과 복지가 주된 목적인 공중보건의 가장 중요한 부분이다. 특히 WHO는 이를 인류의 신체정신적 안녕과 관련되고 사회적 안정을 추구하는, 사회 공헌도가 큰 학문이라고 보았다. 수의공중보건학(Veterinary Public Health Engineering)은 질병의 예방, 생명의 보호 등에 적용되는 수의학적 기술과 과학을 통한 공중보건활동의 하나이다. 수의공중보건학의 하위 분야에는 '수의역학(Epizootiology, Veterinary Medicine Mechanics)', '식품위생학(Food Sanitation)', '환경위생학(Environmental Health)'의 세 가지가 있다.

### 실험동물의학
실험동물의학(Animal Experimentation Medicine)은 수의학 교육과 연구에 있어 꼭 필요한 실험동물의 특성, 질병 진단, 치료, 예방, 번식, 영양, 사육관리, 동물복지, 실험기법 등 수의학, 약학, 의약, 생물학, 분자생물학, 축산학 등 여러 학문 분야이 지식들이 융합되어 나타나는 학문 분야이다.

### 조류질병학
조류질병학(Avian Diseases)이란 조류에게서 나타나는 여러 가지 질병들에 대해 연구하고 치료법을 개발하는 학문이다.

## 참고 자료
- 네이버 지식백과 '예방수의학'
- 미리 가보는 수의학 교실(충북대학교 수의학교재편찬위원회) 115쪽 ~ 248쪽 - '예방수의학'